# Fresno Area Express
Fresno Area Express (FAX) is een Amerikaanse openbaarvervoerbedrijf uit Californië dat de stad Fresno bedient. Het opereert 16 vaste lijnen, alsook belbussen aan voor andersvaliden (Handy Ride). Het wagenpark bestaat uit 108 bussen op de vaste lijnen, 80 extra bussen voor tijdens de piekuren en 53 Handy Ride-voertuigen. Er zijn 333 buschauffeurs in dienst op de vaste lijnen. In het fiscaal jaar 2013 reden er meer dan 12,4 miljoen passagiers op de vaste lijnen van FAX en zo'n 204.000 passagiers op de belbussen.
FAX, dat deel uitmaakt van het departement vervoer van de stad Fresno, werkt aan een plan om ook hoogwaardig openbaar vervoer met snelbussen te ontwikkelen.